# Xuanwu (Nankín)
Xuanwu  léase Suán-Wu (en chino, 玄武区; pinyin, Xuánwǔ  qū) es un distrito urbano bajo la administración directa de la Subprovincia de Nankín en la provincia de Jiangsu, República Popular China. Su área es de 75 km² y su población total para 2012 fue superior a los 600 mil habitantes.

## Administración
El distrito de Xuanwu  se divide en 7 pueblos que se administran en subdistritos.